# Prix Hémine
Le Prix Hémine est une course hippique de trot monté se déroulant au mois d'avril (au mois de juin avant 1996) sur l'hippodrome de Vincennes.
C'est une course de Groupe II réservée aux pouliches de 3 ans ayant gagné au moins 10 000 € (conditions en 2025). Avant 2022, la course était mixte. Elle est à cette date dédoublée, son équivalent pour les mâles, créé pour l'occasion, étant le Prix Gai Brillant, disputé le même jour.
Elle se court sur la distance de 2 175 mètres (grande piste, 2 700 mètres avant 2024), départ volté, pour une allocation qui s'élève à 120 000 €, dont 54 000 € pour le vainqueur.
Pour chaque génération, cette course était avant 2022 le premier Groupe II réunissant mâles et femelles au trot monté. Il s'agissait ainsi de la seule véritable base de comparaison avant le premier classique parisien dans cette spécialité qu'est le prix d'Essai au mois de juin (le Saint-Léger des Trotteurs se déroulait au mois de mai, mais à Caen).
Créée en 1895, sur l'hippodrome de Neuilly-Levallois — à une époque où cet hippodrome prenait le relais de Vincennes dans l'organisation des courses de trot majeures  —, la course honore la jument Hémine, née en 1885 et appartenant à Émile Allix-Courboy, gagnante du Saint-Léger du demi-sang en 1888 et du Prix Conquérant en 1889.

## Palmarès depuis 1972
Avant 2022, la course était également ouverte aux mâles.
| Année | Cheval                                                         | Père                                                           | Jockey                                                         | Entraîneur                                                     | Réd.km                                                         |
| ----- | -------------------------------------------------------------- | -------------------------------------------------------------- | -------------------------------------------------------------- | -------------------------------------------------------------- | -------------------------------------------------------------- |
| 2025  | Misty Green                                                    | Love You                                                       | Éric Raffin                                                    | William Bigeon                                                 | 1'13"                                                          |
| 2024  | Lyzia des Agets                                                | Canadien d'Am                                                  | Paul-Philippe Ploquin                                          | Alexandre-Philippe Grimault                                    | 1'13"                                                          |
| 2023  | Kyrielle des Vaux                                              | Rolling d'Héripré                                              | Mathieu Mottier                                                | Charley Mottier                                                | 1'14"7                                                         |
| 2022  | Joyeuse                                                        | First de Retz                                                  | Mathieu Mottier                                                | Mathieu Mottier                                                | 1'15"5                                                         |
| 2021  | Inoui Danica                                                   | Boccador de Simm                                               | Éric Raffin                                                    | Philippe Allaire                                               | 1'13"3                                                         |
| 2020  | Course non disputée (confinement dû à la pandémie de Covid-19) | Course non disputée (confinement dû à la pandémie de Covid-19) | Course non disputée (confinement dû à la pandémie de Covid-19) | Course non disputée (confinement dû à la pandémie de Covid-19) | Course non disputée (confinement dû à la pandémie de Covid-19) |
| 2019  | Gala Téjy                                                      | Atlas de Joudes                                                | Paul Philippe Ploquin                                          | Christophe Chalon                                              | 1'14"8                                                         |
| 2018  | Fado du Chêne                                                  | Singalo                                                        | Paul Philippe Ploquin                                          | Julien Le Mer                                                  | 1'13"3                                                         |
| 2017  | Eye of the Storm                                               | Village Mystic                                                 | Yoann Lebourgeois                                              | Philippe Allaire                                               | 1'13"                                                          |
| 2016  | Dhikti Védaquais                                               | Thorens Védaquais                                              | Yoann Lebourgeois                                              | Philippe Allaire                                               | 1'14"                                                          |
| 2015  | Carlos des Caux                                                | Mien                                                           | Matthieu Abrivard                                              | Jacques Bruneau                                                | 1'14"3                                                         |
| 2014  | Baggio du Châtelet                                             | Niky                                                           | Matthieu Abrivard                                              | Nicolas Raimbeaux                                              | 1'14"3                                                         |
| 2013  | Arca des Jacquets                                              | Prodigious                                                     | Éric Raffin                                                    | Philippe Moulin                                                | 1'13"6                                                         |
| 2012  | Vanishing Point                                                | Ludo de Castelle                                               | Damien Bonne                                                   | Sébastien Guarato                                              | 1'12"6                                                         |
| 2011  | Uncaring                                                       | Nice Love                                                      | Franck Nivard                                                  | Sébastien Guarato                                              | 1'14"5                                                         |
| 2010  | Thorens Védaquais                                              | Cygnus d'Odyssée                                               | Yoann Lebourgeois                                              | Philippe Allaire                                               | 1'14"1                                                         |
| 2009  | Showtime Bourbon                                               | Kaisy Dream                                                    | Philippe Masschaele                                            | Philippe Allaire                                               | 1'15"2                                                         |
| 2008  | Replay Oaks                                                    | Le Big Boss                                                    | Émile Fournigault                                              | Gaston Alainé                                                  | 1'14"2                                                         |
| 2007  | Quokine Berry                                                  | Chef du Châtelet                                               | Laurent-Claude Abrivard                                        | Jean-Michel Bazire                                             | 1'15"                                                          |
| 2006  | Paolo Berry                                                    | Camelia du Donjon                                              | Laurent-Claude Abrivard                                        | Jean-Michel Bazire                                             | 1'16"                                                          |
| 2005  | Olita Barbés                                                   | Urfist des Pres                                                | Nathalie Henry                                                 | Jean-Luc Bigeon                                                | 1'15"7                                                         |
| 2004  | Noora de l'Iton                                                | Workaholic                                                     | Louis Baudron                                                  | Thierry Duvaldestin                                            | 1'15"8                                                         |
| 2003  | Manika                                                         | Hello Jo                                                       | Gaëtan Prat                                                    | Didier Dauverne                                                | 1'17"5                                                         |
| 2002  | Loulla Very                                                    | Vieux Sam                                                      | Jean-Paul Piton                                                | Alain Lelodet                                                  | 1'19"8                                                         |
| 2001  | Kesaco Phedo                                                   | Caballio in Blue                                               | Jean-Philippe Mary                                             | Philippe Allaire                                               | 1'16"2                                                         |
| 2000  | Jonquille du Rib                                               | Tout Bon                                                       | Jean-Loïc-Claude Dersoir                                       | Joël Hallais                                                   | 1'19"9                                                         |
| 1999  | Ivresse de Bel Air                                             | Podosis                                                        | Jean-Pierre Thomain                                            | Laurent Barassin                                               | 1'18"7                                                         |
| 1998  | Holly du Locton                                                | Viking's Way                                                   | Jean Paul Piton                                                | Philippe Allaire                                               | 1'18"2                                                         |
| 1997  | Gai Brillant                                                   | Podosis                                                        | Jean-Philippe Mary                                             | Philippe Allaire                                               | 1'22"3                                                         |
| 1996  | Fine Perle                                                     | Marpheulin                                                     | Jean-Philippe Mary                                             | Philippe Allaire                                               | 1'19"7                                                         |
| 1995  | Écu de Beziaux                                                 | Karim Mabon                                                    | Yves Dreux                                                     | Yves Dreux                                                     | 1'18"9                                                         |
| 1994  | Danube Castelets                                               | Stirwen                                                        | Jean-Claude Hallais                                            | Guy Lhomet                                                     | 1'18"9                                                         |
| 1993  | Cassius                                                        | Orpheo Negro                                                   | Philippe Békaert                                               | Alexis Collange                                                | 1'19"2                                                         |
| 1992  | Butin du Vivier                                                | Lutin d'Isigny                                                 | Jean-Pierre Thomain                                            | Jean-Yves Lecuyer                                              | 1'20"4                                                         |
| 1991  | Atout de Marjon                                                | Hajacques de Chenu                                             | Yves Dreux                                                     | Patrick Hawas                                                  | 1'19"                                                          |
| 1990  | Virstly Gédé                                                   | Firstly                                                        | Jean-Claude Hallais                                            | Ulf Nordin                                                     | 1'19"5                                                         |
| 1989  | Ursulo de Crouay                                               | Mivus                                                          | Philippe Gillot                                                | Joël Hallais                                                   | 1'20"                                                          |
| 1988  | Touta                                                          | Képi Vert                                                      | Yves Dreux                                                     | Ali Hawas                                                      | 1'21"2                                                         |
| 1987  | Speed Clayettois                                               | Joachim                                                        | Yves Dreux                                                     | Ali Hawas                                                      | 1'18"8                                                         |
| 1986  | Rop                                                            | Hajacques de Chenu                                             | Philippe Gillot                                                | Jacques Vandromme                                              | 1'21"9                                                         |
| 1985  | Quinze Janvier                                                 | Vallauris du Pont                                              | Yves Dreux                                                     | Ali Hawas                                                      | 1'21"9                                                         |
| 1984  | Perrin Dandin                                                  | Grape Fruit                                                    | Bernard Oger                                                   | Léopold Verroken                                               | 1'22"4                                                         |
| 1983  | Operigo                                                        | Valmont                                                        | Yves Dreux                                                     | Ali Hawas                                                      | 1'21"3                                                         |
| 1982  | Nozablinski                                                    | Stablinski AL                                                  | Michel Lenoir                                                  | Léopold Verroken                                               | 1'21"1                                                         |
| 1981  | Mabrouka                                                       | Balfour                                                        | Yves Dreux                                                     | Ali Hawas                                                      | 1'20"7                                                         |
| 1980  | Laudanum                                                       | Cotentin                                                       | Pascal Békaert                                                 | Joël Hallais                                                   | 1'20"4                                                         |
| 1979  | Kiki de Feugères                                               | Nivôse                                                         | Gérard Raulline                                                | Gérard Raulline                                                | 1'20"4                                                         |
| 1978  | Jeune Orange                                                   | Chambon P                                                      | Alain Sionneau                                                 | Alain Sionneau                                                 | 1'21"4                                                         |
| 1977  | Inspirée                                                       | Othello III                                                    | Didier Vimond                                                  |                                                                | 1'22"4                                                         |
| 1976  | ?                                                              |                                                                |                                                                |                                                                |                                                                |
| 1975  | Galet Bleu                                                     | Nouvel Atout II                                                | Alain Laurent                                                  |                                                                | 1'23"                                                          |
| 1974  | Franklin                                                       | Quel Ramier                                                    | Alain Sionneau                                                 |                                                                | 1'23"7                                                         |
| 1973  | Évorine                                                        | Jussieu                                                        | Pierre Giffard                                                 |                                                                |                                                                |
| 1972  | Diane de Beaulieu                                              | Quatt Cent Trois                                               | Alain Laurent                                                  |                                                                | 1'22"5                                                         |